# Can Mallol dels Cortals
Can Mallol dels Cortals és una obra del municipi d'Agullana (Alt Empordà) inclosa en l'Inventari del Patrimoni Arquitectònic de Catalunya.

## Descripció
Està situat al nord-est del nucli urbà de la població d'Agullana, a escassa distància a llevant de la riera del Gou.
És una masia aïllada de planta més o menys rectangular, formada per tres cossos adossats amb les cobertes de teula de dos vessants i un altre amb teulada d'un sol aiguavés. Està distribuïda en planta baixa i dos pisos i orientada a ponent. El volum principal presenta un cos adossat distribuït en un sol nivell i cobert per una terrassa al pis. S'hi accedeix mitjançant dues portes rectangulars emmarcades amb carreus de pedra i amb les llindes planes. Damunt la porta d'accés principal, a manera de recordatori, hi ha la data 1882. A una banda d'aquesta obertura hi ha una finestra rectangular emmarcada en pedra i a l'altra, una obertura d'arc rebaixat bastida en pedra desbastada. A l'extrem nord-est de l'edifici destaca un cos adossat bastit en pedra sense treballar i grans carreus escairats, cobert per una terrassa al pis superior. Al costat hi ha un portal d'arc escarser bastit amb maons que dona accés a l'interior del conjunt. En general, totes les obertures de la construcció són rectangulars, algunes restituïdes i amb els emmarcaments arrebossats, tot i que les originals conserven els emmarcaments en pedra escairada. La façana principal presenta, al nivell del primer pis, un plafó de ceràmica decoratiu amb la imatge de la verge i, sota seu, l'any 1902.
La construcció presenta els paraments arrebossats i pintats, exceptuant les dues terrasses que deixen l'aparell de pedra vist. El conjunt es completa amb dos edificis aïllats més destinats a les tasques agrícoles, actualment rehabilitats. Presenten les teulades d'un i dos vessants, distribuïts en un sol nivell i bastits en pedra, en general sense treballar, tot i que amb carreus a les cantonades. Presenten obertures d'arc rebaixat i de mig punt, bastides amb maons.

## Història
Can Mallol dels Cortals és mencionada durant la redempció de les servituds de pastures arran de l'aprovació, el 15 de juny de 1866, d'una llei relativa a diferents aspectes de la redempció de censos i altre càrregues permanents que corresponguessin als béns declarats de desamortització i que gravin la propietat immoble. Les primeres redempcions que es fan, previ peritatge de Facund Mata, de la “Sección Facultativa de Montes” de la província, Benet Altadell i Antoni Papell, pèrits agrícoles, es duen a terme durant la primavera de 1898 i afecten, entre altres propietaris, el del Mas de Mallol dels Cortals, Eusebi de Puig, també propietari de Mal Rech i el Casot, de 65 hectàrees, 39 arres i 12 centiàrees taxades en 25,94 pessetes, que es redimeixen per 673,59 pessetes. Cal esmentar que a la façana de l'edifici presenta dues dates: 1882 a la porta d'accés principal i 1902, també a la façana principal però a l'altura del primer pis. Aquestes dates, segurament fan referència a l'any de construcció la més antiga i a una reforma del pis, la més moderna.